# Nivelliomorpha
Nivelliomorpha is een kevergeslacht uit de familie van de boktorren (Cerambycidae). De wetenschappelijke naam van het geslacht werd voor het eerst geldig gepubliceerd in 1921 door Boppe.

## Soorten
Nivelliomorpha is monotypisch en omvat slechts de volgende soort:
- Nivelliomorpha inequalithorax (Pic, 1902)